# إخوة غير أشقاء (فلم)
خطوة الاخوة هو فيلم كوميدي أمريكي إنتاج عام 2008 بطولة ويل فاريل جون سي رايلي من اخرج آدم مكاي حقق الفيلم نجاحا تجاريا كبيرا، حيث بلغت إيراداته 128 مليون دولار، بينما لم تتجاوز ميزانية الإنتاج 65 مليون دولار.

## قصة
بيرنان ودال رجلان كسولان، اقتربا من الأربعين دون العثور على وظيفة ويعيشان في منزلي أسرتيهما، تنقلب حياتهما رأسا على عقب، عندما يقرر والد أحدهما الزواج من والدة الآخر، ليجدا أنفسهما مضطران للعيش في منزل واحد بل في غرفة واحدة.تبدأ المشكلات والعداء بينهما في البداية، فيتخذ الأب قرارا عنيفا بأن لديهم أسبوعا واحدا فقط يعثران فيه على وظيفة، ليجدا أنفسهما مضطرين للتقارب والتعاون، وتنشأ بينهما صداقة سرعان ما تصبح الأساس في مواجهة كل ما يتعرضان له خلال رحلة البحث عن عمل.

## طاقم التمثيل
- ويل فاريل
- جون سي رايلي
- ماري ستينبرجن
- ريتشارد جينكينز

## وصلات خارجية
- مقالات تستعمل روابط فنية بلا صلة مع ويكي بيانات